# Élias Rinart
Élias Rinart ou Élie Rivals (mort vers 1475) est un ecclésiastique qui fut évêque de Mirepoix de 1470 à  sa mort.